# الباحث عن الذات (فلم)
الباحث عن الذات (بالإوكرانية: Шкурник) هو فيلم سوفيتي أُنتج عام 1929 من إخراج نيكولاي شبيكوفسكي.    

## ملخص
تدور أحداث الفيلم خلال الحرب الأهلية في أوكرانيا، في وسط المؤامرة يوجد أبولو شميغيف الشخص الموالي والمحايد لجميع الأنظمة في ظل صراع الأيديولوجيات في شوارع كييف، والقادر على الاستفادة من أي موقف ومن الفوضي التي تدور حوله.

## ممثلون
- دورا فيلر سبيكوفسكايا في دور المفوض
- ديميتري كاكا في دور العقيد
- لوكا لياشينكو في دور رئيس للحزب
- إيفان سادوفسكي في دور رئيس نقطة تفتيش الإقلاع [6]

## وصلات خارجية
- الباحث عن الذات علي موقع IMDb